# USS Prichett (DD-561)
USS Prichett (DD-561) là một tàu khu trục lớp Fletcher được Hải quân Hoa Kỳ chế tạo trong Chiến tranh Thế giới thứ hai. Nó là chiếc tàu chiến duy nhất của Hải quân Mỹ được đặt theo tên Thiếu tá Hải quân James M. Prichett (1835-1871), người tham gia cuộc Nội chiến Hoa Kỳ. Nó hoạt động cho đến hết Thế Chiến II, được cho xuất biên chế năm 1946 nhưng được nhập biên chế trở lại năm 1951 để phục vụ trong Chiến tranh Triều Tiên và Chiến tranh Việt Nam. Nó được chuyển cho Ý và phục vụ như là chiếc Geniere (D555) cho đến khi bị tháo dỡ năm 1975. Prichett được tặng thưởng tám Ngôi sao Chiến trận trong Thế Chiến II, và thêm hai Ngôi sao Chiến trận khác tại Triều Tiên.

## Thiết kế và chế tạo
Prichett được đặt lườn tại xưởng tàu của hãng Seattle-Tacoma Shipbuilding Corporation ở Seattle, Washington vào ngày 20 tháng 7 năm 1942. Nó được hạ thủy vào ngày 31 tháng 7 năm 1943; được đỡ đầu bởi bà Orville A. Tucker; và nhập biên chế vào ngày 15 tháng 1 năm 1944 dưới quyền chỉ huy của Hạm trưởng, Trung tá Hải quân Cecil T. Caulfield.

## Lịch sử hoạt động

### Chiến dịch Trung tâm Thái Bình Dương
Sau khi hoàn tất chạy thử máy, Prichett lên đường vào ngày 1 tháng 4 năm 1944 để đi Majuro, và từ đây đi đến Manus, nơi nó gia nhập cùng các thiết giáp hạm của Lực lượng Đặc nhiệm 58. Vào ngày 28 tháng 4, Đội đặc nhiệm 58.3 khởi hành, gặp gỡ lực lượng đặc nhiệm tàu sân bay nhanh và cùng đi về hướng Đông Bắc. Trong các ngày 29 và 30 tháng 4, lực lượng tấn công Truk, và vào ngày 1 tháng 5, xuống Ponape. Sau đó lực lượng rút lui về Majuro, nơi Prichett lên đường quay trở về Trân Châu Cảng. Tại đây, thiết bị dẫn đường chiến đấu được lắp đặt, và vào ngày 30 tháng 5, nó lại khởi hành đi về phía Tây cùng Lực lượng Đặc nhiệm 52 tham gia trận Saipan.
Sau khi hộ tống các tàu vận tải đi đến mục tiêu, Prichett chuyển sang bảo vệ cho các thiết giáp hạm khi chúng bắn phá bờ biển, rồi bắn pháo hỗ trợ cho lực lượng trên bờ khi họ đổ bộ lên Saipan vào ngày 15 tháng 6. Trong lúc diễn ra Trận chiến biển Philippine, nó tiếp tục ở lại cùng các tàu vận chuyển, rồi hướng các khẩu pháo của nó vào đảo Tinian lân cận vốn còn dưới sự kiểm soát của Nhật Bản. Tiếp tục ở lại khu vực quần đảo Mariana cho đến giữa tháng 8, nó luân phiên các hoạt động bắn pháo hỗ trợ, hộ tống và cột mốc radar ngoài khơi Saipan, cũng như nả pháo lên Tinian cho đến khi diễn ra cuộc đổ bộ lên đảo này vào ngày 24 tháng 7, và tiếp tục hỗ trợ cho binh lính chiến đấu tại đây. Sang tháng 8, nó chuyển sang Guam hỗ trợ các hoạt động càn quét tại đây, rồi lên đường vào ngày 17 tháng 8 để đi Eniwetok, gia nhập trở lại lực lượng đặc nhiệm tàu sân bay nhanh, vốn được đổi tên thành Lực lượng Đặc nhiệm 38.
Đến nơi vào ngày 20 tháng 8, Prichett khởi hành cùng Đội đặc nhiệm 38.3 vào ngày 29 tháng 8, thoạt tiên hộ tống các tàu sân bay, và sau ngày 11 tháng 9 hộ tống các thiết giáp hạm đánh phá các mục tiêu của quân Nhật tại Palau và Philippines. Các cuộc không kích xuống Palau nhằm chuẩn bị cho cuộc đổ bộ vào giữa tháng 9, sau đó lực lượng chuyển hướng sang Mindanao và miền Trung Philippines. Từ ngày 15 đến ngày 19 tháng 9, đơn vị hỗ trợ cho việc chiếm đóng Palau, rồi bắn phá Luzon và quần đảo Visayas trước khi rút lui về Ulithi.
Vào ngày 6 tháng 10, lực lượng đặc nhiệm lại lên đường, nhắm vào các mục tiêu Nansei Shoto, Luzon và Đài Loan nhằm chuẩn bị cho việc quay trở lại Philippines. Một vụ bắn nhầm từ một đơn vị thuộc Đội đặc nhiệm 38.4 trong khi ngoài khơi Đài Loan từ ngày 12 đến ngày 15 tháng 10 đã buộc Prichett phải rút lui về Manus để sửa chữa và tiếp liệu. Từ khu vực quần đảo Admiralty, nó lên đường đi Ulithi để gia nhập trở lại Đội đặc nhiệm 38.3 cho các cuộc không kích tiếp theo xuống Luzon và Visayas. Lực lượng đặc nhiệm quay trở lại khu vực này vào cuối tháng 11 để hỗ trợ cho cuộc đổ bộ lên Leyte, rồi vào tháng 12 để hỗ trợ cho cuộc đổ bộ lên Mindoro.

### Iwo Jima và Okinawa

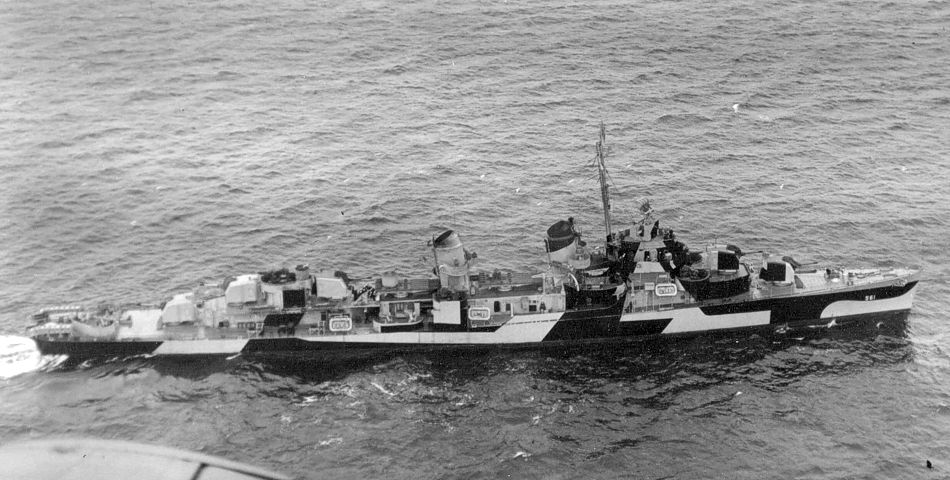
Prichett trên đường đi vào tháng 2 năm 1944.

Vào ngày 30 tháng 12, Prichett rời căn cứ hậu cần tại Ulithi để cùng lực lượng đặc nhiệm tiến hành tấn công lên Luzon và Đài Loan. Các tàu chiến sau đó chuyển hướng đi vào Biển Đông, bắn phá tàu bè và căn cứ đối phương suốt từ Sài Gòn cho đến Đài Loan, rồi không kích lên Okinawa. Lực lượng rút lui về Ulithi để tiếp tế và tái vũ trang trước khi lại lên đường vào ngày 10 tháng 2 để ném bom các trung tâm công nghiệp trên đảo Honshū tại chính quốc Nhật Bản. Sau khi bắn phá Tokyo và Yokohama, lực lượng quay trở lại để hỗ trợ cho cuộc đổ bộ lên Iwo Jima vào ngày 19 tháng 2. Tại đây chiếc tàu khu trục được điều sang Đơn vị Đặc nhiệm 52.2.5, tiếp tục hoạt động tại khu vực Iwo Jima - Chichi Jima cho đến ngày 9 tháng 3.
Vào ngày 12 tháng 3, Prichett quay trở lại Ulithi để chuẩn bị cho cuộc tấn công lên trở ngại cuối cùng trước các đảo chính quốc Nhật Bản: Okinawa. Được phân về Lực lượng Đặc nhiệm 54, nó đi đến ngoài khơi mục tiêu vào ngày 25 tháng 3 để bảo vệ cho các hoạt động quét mìn và hoạt động của các đội phá hoại dưới nước. Các nhiệm vụ bắn phá chuẩn bị, bắn phá quấy rối và bắn hỏa lực hỗ trợ ngoài khơi Kerama Retto được tiếp nối sau đó. Vào ngày 1 tháng 4, nó tham gia đợt biểu dương lực lượng nghi bình về phía Nam Okinawa trước khi quay trở lại hộ tống các tàu đổ bộ ngoài khơi khu vực tấn công Hagushi.
Ngay sau 01 giờ 00 ngày 3 tháng 4, phía Nhật Bản tiến hành đợt không kích phản công kéo dài cả ngày. Lúc 01 giờ 42 phút, sau khi đánh trả nhiều đợt không kích, Prichett bị hai máy bay đối phương tiếp cận tấn công. Chiếc thứ nhất bị đánh đuổi, nhưng chiếc thứ hai thả một quả bom 500-pound trúng vào đuôi tàu. Quả bom nổ dưới nước làm thủng một lổ lớn bên dưới mực nước, làm ngập nước phía đuôi tàu và một đám cháy tại khẩu đội phòng không 20 mm. Chiếc tàu khu trục duy trì vận tốc trên 20 nmi () để hạn chế ngấp nước và kiểm soát đám cháy, và tiếp tục trực chiến tại khu vực đánh trả các cuộc không kích cho đến khi được thay phiên không lâu sau giữa trưa. Nó rút lui về Kerama Retto để sửa chữa khẩn cấp, rồi lên đường vào ngày 7 tháng 4 để quay trở về Guam, nơi nó hoàn tất việc sửa chữa.
Prichett lên đường quay trở lại Okinawa vào ngày 7 tháng 5, làm nhiệm vụ cột mốc radar canh phòng. Trong gần ba tháng, nó thoát được nhiều tình huống nguy hiểm. Tuy nhiên, vào ngày 29 tháng 7, đang khi cặp bên mạn để trợ giúp cho tàu khu trục Callaghan (DD-792), một nạn nhân của máy bay cảm tử Kamikaze, nó trở thành mục tiêu của một phi công tự sát thứ hai. Prichett đã nổ súng nhắm vào kẻ tấn công từ khoảng cách 5.000 yd (4.600 m), nhưng nó vẫn xông đến. Chiếc máy bay tự sát đâm xuống nước cách con tàu 6 ft (1,8 m) bên mạn trái, kích nổ quả bom mang theo, gây hư hại cho lườn tàu, cấu trúc thượng tầng, đường ray thả mìn sâu cũng như thiết bị vô tuyến và việc cấp điện. Bất chấp các hư hại, con tàu vẫn tiếp tục trực chiến tại khu vực trong hai giờ tiếp theo, cứu vớt những người sống sót của chiếc Callaghan.
Prichett được tặng thưởng danh hiệu Đơn vị Tưởng thưởng Hải quân do các hoạt động ngoài khơi Okinawa. Nó quay trở về nhà vào ngày 13 tháng 8, và sau khi xung đột kết thúc, chiếc tàu khu trục được đại tu chuẩn bị ngừng hoạt động tại Puget Sound, Washington. Nó được cho xuất biên chế vào ngày 14 tháng 3 năm 1946, được đưa về Hạm đội Dự bị Thái Bình Dương tại San Diego, California.

### 1951 - 1954
Do sự kiện Chiến tranh Triều Tiên nổ ra làm gia tăng nhu cầu tàu chiến hoạt động, Prichett được cho nhập biên chế trở lại vào ngày 17 tháng 8 năm 1951. Sau khi chạy thử máy dọc theo bờ biển California, nó lên đường vào ngày 13 tháng 1 năm 1952 để chuyển sang khu vực Đại Tây Dương; và sau khi đi đến Norfolk, Virginia vào ngày 2 tháng 2, nó hoạt động ngoài khơi khu vực giữa bờ Đông cho đến tháng 4, khi nó được hiện đại hóa tại Xưởng hải quân Boston, được trang bị vũ khí phòng không hiện đại, radar điều khiển hỏa lực, sonar và thiết bị liên lạc mới. Hoàn tất việc nâng cấp vào tháng 11, con tàu trở thành soái hạm của Đội khu trục 282, hoàn tất việc huấn luyện tại vùng biển Caribe và rời Norfolk vào ngày 7 tháng 1 năm 1953 cho một lượt phục vụ tại khu vực chiến sự ở bán đảo Triều Tiên.
Prichett đi ngang qua kênh đào Panama, đi đến Sasebo vào ngày 11 tháng 2, rồi gặp gỡ Lực lượng Đặc nhiệm 77 vào ngày 15 tháng 2. Từ đó cho đến ngày 23 tháng 6, chiếc tàu khu trục hoạt động canh phòng máy bay và hộ tống cho các tàu sân bay của lực lượng đặc nhiệm, bảo vệ các thiết giáp hạm và tàu tuần dương của lực lượng trong các cuộc bắn phá, và cung cấp hỏa lực hỗ trợ, dẫn đường máy bay chiến đấu, bắn pháo can thiệp và quấy phá cũng như dịch vụ tàu bệnh viện cho lực lượng Liên Hợp Quốc chiến đấu tại vùng ven biển, chủ yếu gần Wonsan thuộc Bắc Triều Tiên. Con tàu quay trở về Norfolk qua ngả kênh đào Suez, hoàn tất chuyến đi vòng quanh thế giới vào ngày 22 tháng 8. Từ ngày 7 tháng 1 đến ngày 11 tháng 3 năm 1954, nó được bố trí sang Địa Trung Hải; và sau các hoạt động thực tập tại vùng biển Caribe và bảo trì trong xưởng tàu, nó lại lên đường vào ngày 5 tháng 1 năm 1955 để đi sang khu vực Thái Bình Dương.

### 1955 - 1970
Được điều động về Đội khu trục 192, Prichett trình diện để phục vụ cùng Hạm đội Thái Bình Dương vào ngày 17 tháng 1 năm 1955; và đến tháng 5 lại lên đường hướng sang Nhật Bản cho lượt bố trí đầu tiên tại vùng Tây Thái Bình Dương kể từ sau cuộc Chiến tranh Triều Tiên. Đặt cảng nhà tại Long Beach, California trong chín năm tiếp theo, nó luân phiên các lượt phục vụ cùng Đệ Thất hạm đội, thực tập tìm diệt chống tàu ngầm và tập trận cùng các tàu sân bay, cũng như tuần tra tại eo biển Đài Loan và thực hành huấn luyện sonar và tác xạ dọc theo vùng bờ Tây. Tuy nhiên, vào tháng 8 năm 1964, lượt bố trí hoạt động cùng Đệ Thất hạm đội được kéo dài, và lần thứ ba nó tham gia các hoạt động tác chiến tại vùng Tây Thái Bình Dương. Con tàu gia nhập Lực lượng Đặc nhiệm 77 trong vịnh Bắc Bộ vào ngày 30 tháng 8, và cho đến ngày 31 tháng 10 đã hoạt động trong Biển Đông để hỗ trợ các hoạt động của Hoa Kỳ và lực lượng Nam Việt Nam trong cuộc Chiến tranh Việt Nam.
Đặt cảng nhà tại San Diego sau khi quay trở về, các lượt bố trí của Prichett sang khu vực Tây Thái Bình Dương từ thời gian đó được kéo dài, hầu hết thời gian trải qua ngoài khơi Việt Nam. Trong vùng chiến sự, nó hoạt động như tàu canh phòng máy bay cho tàu sân bay tại Biển Đông, hỗ trợ hỏa lực cho hoạt động của lực lượng Nam Việt Nam, Hoa Kỳ và Hàn Quốc dọc theo bờ biển dài 1.000 mi (1.600 km) suốt từ vịnh Thái Lan đến phía Bắc Huế. Ngoài khơi Phan Thiết từ ngày 20 tháng 2 đến ngày 10 tháng 3 năm 1968, nó đã giúp tiêu diệt các khẩu đội súng cối đối phương, bắn phá một sở chỉ huy và các điểm tập trung quân và hậu cần, giúp đẩy lui một cuộc tấn công.
Prichett được bố trí lượt cuối cùng sang Tây Thái Bình Dương từ ngày 5 tháng 6 đến ngày 18 tháng 11 năm 1969, hoạt động ngoài khơi Việt Nam và bắn hỏa lực theo yêu cầu trong suốt 17 ngày, rồi quay trở lại vịnh Bắc Bộ để canh phòng máy bay cho tàu sân bay Hancock (CV-19), cho đến khi quay trở về San Diego để được cho xuất biên chế và rút khỏi danh sách Đăng bạ Hải quân vào ngày 10 tháng 1 năm 1970

### Geniere(D555)
Con tàu được chuyển cho Ý vào ngày 17 tháng 1 năm 1970 và phục vụ cùng Hải quân Ý như là chiếc Geniere (D555). Nó ngừng hoạt động và bị tháo dỡ năm 1975.

## Phần thưởng
Prichett được tặng thưởng tám Ngôi sao Chiến trận do thành tích phục vụ trong Thế Chiến II, và thêm hai Ngôi sao Chiến trận khác khi hoạt động trong Chiến tranh Triều Tiên.